# Иванов, Альберт Петрович
Альбе́рт Петро́вич Ивано́в (27 февраля 1931 — 29 июня 2018) — советский и российский партийный и хозяйственный деятель, первый секретарь Орловского горкома КПСС (1968—1975), писатель.

## Биография
Родился 27 февраля 1931 года в Смоленске.
В 1950—1953 годах служил в Советской Армии. После увольнения в запас окончил Смоленский энергетический техникум, работал в Подмосковье, с 1955 года — в Орле. Заочно окончил Московский энергетический институт.
В 1960-х годах — заместитель председателя Орловского горисполкома, начальник областного управления коммунального хозяйства.
В 1968 году избран первым секретарём Орловского горкома КПСС. В 1975—1978 годах — секретарь Орловского обкома по промышленности.
В 1978—1990 годах — заместитель, первый заместитель министра жилищно-коммунального хозяйства РСФСР.
После упразднения министерства с 18 июля 1990 года и по 2000 год — председатель Росжилкоммунсоюза (с 17 сентября 1991 года — научно-производственный союз Росскоммунмашстрой).

## Награды, почётные звания
Награждён орденами Октябрьской Революции, Трудового Красного Знамени, Дружбы народов, «Знак Почёта».
Заслуженный работник коммунального хозяйства Российской Федерации (2000).
Почётный гражданин города Орла (1995), почётный гражданин города Смоленска (2010).

## Литературная деятельность
Член Союза писателей России (творческий псевдоним — Иван Смоленский), действительный член Академии российской литературы, автор книг: «Путь России в XXI век», «Судьба Российского Отечества. Взгляд на историю из XXI века», «Что есть наша жизнь?», «Радости и казусы нашей жизни» и др. Его книги выставлялись на международных книжных ярмарках, проходивших в России, Китае, Индии, Франции, Испании, Швейцарии, Германии и на Кубе.
- Поиск смысла. По странам и континентам. — Орёл: Вешние воды, 2005. — ISBN 5-87295-182-5
- Российское государство: исторические закономерности и парадоксы власти. — Москва, Орёл: Вешние воды, 2009. — ISBN 978-5-87295-231-2